# Clitheroe
Clitheroe è una cittadina di 22.000 abitanti del Lancashire, in Inghilterra.
A Clitheroe ha sede la "Clitheroe Royal Grammar School", uno dei più importanti istituti dell'Lancashire.

## Amministrazione

### Gemellaggi
- Rivesaltes, Francia